# Радянсько-німецькі відносини до 1941 року

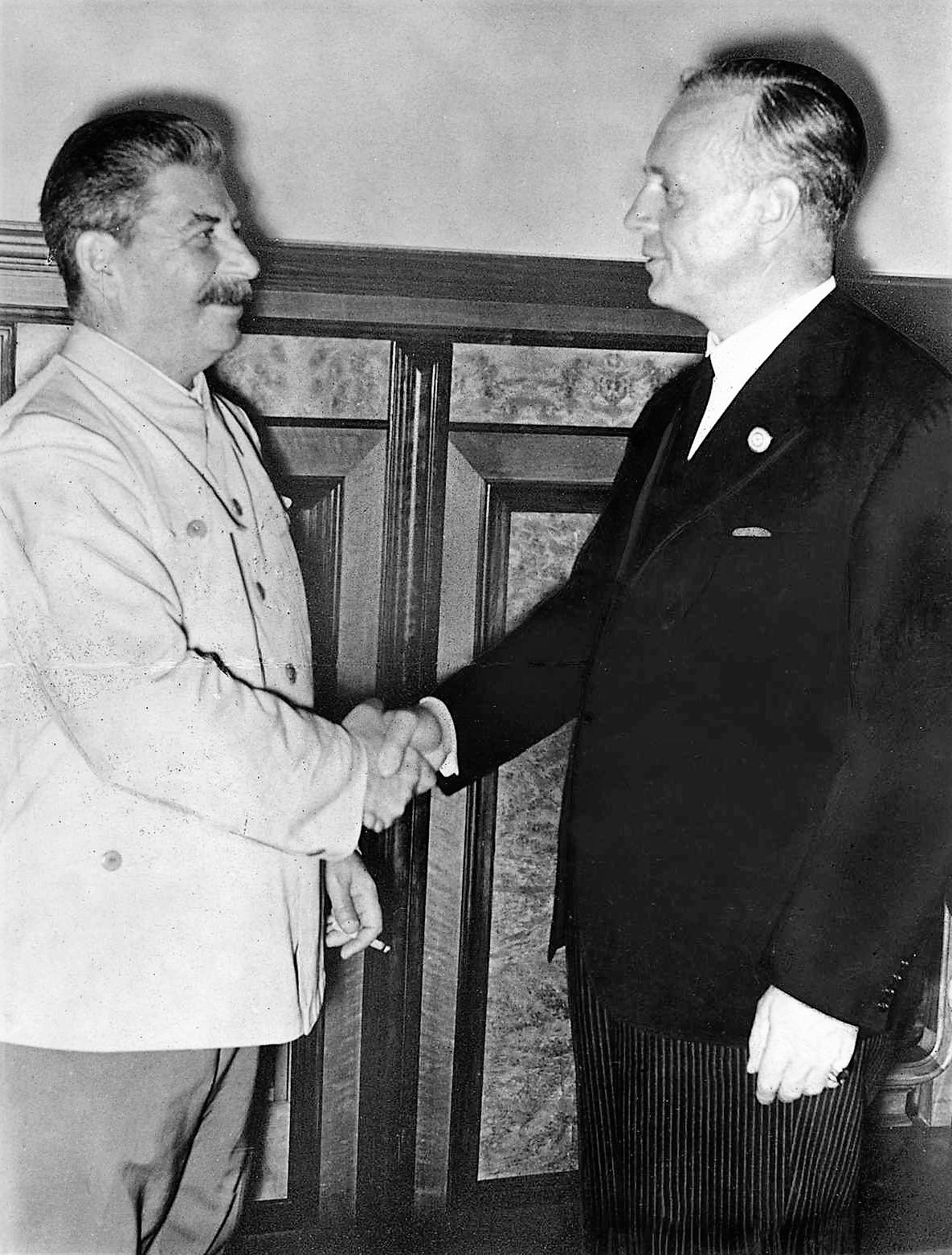
Радянський диктатор Йосип Сталін та міністр закордонних справ Третього Райху Йоахим фон Ріббентроп у Кремлі після підписання Пакту Молотова-Ріббентропа (серпень 1939)

Співпраця між Німеччиною та Радянською Росією (пізніше — Радянським Союзом) бере початок від кінця Першої світової війни. 3 березня 1918 року була підписана Берестейська мирна угода. Через кілька місяців посол Німеччини в Москві, Вільгельм фон Мірбах був убитий лівими есерами з метою спровокувати нову війну між Німеччиною та Радянською Росією.

## Міждержавні договори
16 квітня 1922 року. Рапалльський договірОзначав зрив міжнародної дипломатичної ізоляції більшовицької диктатури Росії.
24 квітня 1926 року. Берлінський договір
25 січня 1929. Радянсько-німецька конвенція про єднальний розглядДоговір радянсько-німецької дружби, про погоджувальний розгляд конфліктів між СРСР і Німеччиною.
1 березня 1938 року. Радянсько-Німецька торговельна угода.
19 серпня 1939 року. Німецько-Радянський торговельний договірНімеччина надавала СРСР кредит на 200 мільйонів рейхсмарок та взяла на себе зобов'язання поставити Радянському Союзу за цим кредитом верстати та інше фабричне обладнання, а також військову техніку; СРСР зобов'язався погасити кредит поставками сировини та продовольства.
23 серпня 1939 року. Пакт Молотова — РіббентропаДоговір означав раптову зміну орієнтації зовнішньої політики СРСР на зближення з Німеччиною. Додатковий секретний договір розмежовував сфери впливу в країнах Балтії та Східній Європі.
28 вересня 1939 року. Договір про дружбу та кордон між СРСР та НімеччиноюУточнив розміщення кордонів, зафіксував ліквідацію Польської держави.
11 лютого 1940 року. Договір про торгівлю між СРСР та НімеччиноюЗгідно з договором Радянський Союз погодився з 11 лютого 1940 р. до 11 лютого 1941 на додачу до обсягів, зазначених в торговельному договорі 1939 р., поставити товарів (нафти, сировини, борошна) на суму від 420 до 430 мільйонів рейхсмарок. У період з 11 лютого 1941 до 11 серпня 1941 Радянський Союз мав поставити до Німеччини на додачу до обсягів зазначених в торговельному договорі 1939 р. товарів на суму від 220 до 230 мільйонів рейхсмарок. Як оплату за радянські товари Німеччина мала поставити товари власного виробництва (військову техніку, верстати та технології, сировину).
10 червня 1940 р. Конвенція між СРСР і Німеччиною про порядок врегулювання прикордонних конфліктів і інцидентів.
10 січня 1941 року. Договір між Союзом РСР і Німеччиною про радянсько-німецький кордон (1941)
10 січня 1941 року. Господарська Угода між СРСР і Німеччиною (1941)Виявився не довготривалим — лише через 6 місяців Німеччина напала на Радянський Союз. Продовжував та розширював попередні домовленості. Допоміг Німеччині витримати британську блокаду та накопичити ресурси перед початком війни з Радянським Союзом.